# Nouvelle-Église
Nouvelle-Église je francouzská obec v departementu Pas-de-Calais v regionu Hauts-de-France. Žije zde 709 obyvatel.

## Poloha obce
Obec leží na severozápadě departementu Pas-de-Calais.

### Sousední obce
| Růžice kompasu |            | Oye-Plage       |                | Růžice kompasu |
| Růžice kompasu | Offekerque | Sever           | Vieille-Église | Růžice kompasu |
| Růžice kompasu | Offekerque | Nouvelle-Église | Vieille-Église | Růžice kompasu |
| Růžice kompasu | Offekerque | Jih             | Vieille-Église | Růžice kompasu |
| Růžice kompasu | Nortkerque | Audruicq        |                | Růžice kompasu |

## Vývoj počtu obyvatel
Počet obyvatel